# Sohye di Joseon
Sohye (소혜?, 昭惠?; 7 ottobre 1437 – Seul, 11 maggio 1504) è stata una regina madre coreana, unica moglie del principe Uigyeong di Joseon.
Oltre a detenere un notevole potere politico grazie all'influenza della sua famiglia d'origine, si distinse dalle altre consorti reali per la conoscenza dei testi cardine del confucianesimo e del cinese classico, pari a quella degli uomini d'élite del suo tempo. Nel 1475 scrisse il Naehun (Istruzioni per donne), una delle più antiche opere note scritte da una donna coreana che sia giunta fino all'epoca moderna.
Sebbene non sia mai stata effettivamente una regina consorte perché suo marito morì prima di diventare re, dopo l'ascesa al trono di suo figlio Seongjong le venne conferito prima il titolo di wangbi (regina), poi di daebi (regina madre), poi ancora di daewang daebi (gran regina madre), che ricoprì tutti con il nome di Insu (인수?). Dopo la sua morte, ricevette il titolo di wanghu (regina deceduta) e il nome di Sohye.

## Biografia

### Primi anni
Nata e cresciuta probabilmente nella capitale coreana, Hanseong, Sohye era la sesta dei nove figli di Han Hwak, il consigliere di sinistra durante il regno di Sejo, e di sua moglie, la signora Hong del bon-gwan Hong di Namyang, la quale morì tredici anni dopo averla data alla luce. La famiglia di suo padre, il bon-gwan Han di Cheongju, era una delle casate yangban più ricche e importanti del primo periodo Joseon, frequente approvvigionatrice di consorti e concubine tanto alla Cina Ming quanto alla corte coreana, mentre la famiglia di sua madre era un'antica dinastia aristocratica risalente almeno all'XI secolo. Il suo background familiare fu decisivo per il suo ingresso nella famiglia reale.
Da bambina venne educata sulle nozioni di base del confucianesimo, i classici e la letteratura cinese insieme ai suoi tre fratelli maschi (Chi-in, Chi-rye e Chi-ui). Nel 1450 sposò il principe Dowon (il titolo detenuto dal principe Uigyeong prima di essere elevato a principe ereditario).

### Regno
Tra il 1454 e il 1457 partorì tre figli, due maschi e una femmina, e ricevette il titolo di sejabin, la consorte principale del principe ereditario, consolidando la propria posizione a corte a soli vent'anni, ma rimase vedova due mesi dopo la nascita del suo terzogenito. Favorita dal suocero, il re Sejo, ricevette quindi l'incarico di occuparsi del nuovo principe ereditario, suo cognato Yejong; quando questi morì nel 1469 senza figli, gli succedette il secondo figlio maschio di Sohye, che divenne il re Seongjong. Siccome il sovrano aveva soltanto 13 anni, la regina Jeonghui, moglie di Sejo, venne scelta come reggente per i primi sette anni del suo regno, ma richiese più volte che l'incarico fosse ceduto a Sohye, citando la sua maggior alfabetizzazione, intelligenza e dimestichezza con la gestione delle questioni politiche. Gli appelli di Jeonghui vennero respinti; ciò nonostante Sohye mantenne comunque una relativa influenza sul figlio, anche se di entità difficile da determinare.
Probabilmente perché era rimasta orfana in giovane età, Sohye era una devota seguace del buddhismo, ed intervenne occasionalmente per proteggerne gli interessi. Nel 1474, quando la prima moglie di Seongjong, la regina Gonghye, morì prematuramente a 19 anni, suo marito, Jeonghui, Sohye e Ansun (la seconda moglie del re Yejong) fecero stampare il sutra Ksitigarbha pranidhana (Grandi voti del Bodhisattva Ksitigarbha), per onorarla. Nel 1477 promosse la copia di alcuni sutra, nel 1490 sostenne la proposta di costruire un tempio, e nel 1492 cercò di dissuadere il re suo figlio dal proibire agli uomini di farsi monaci.
A palazzo si dedicava con zelo all'istruzione dei nipoti reali, e la sua severità e aderenza alle norme avevano spinto Sejo a soprannominarla scherzosamente "regina tirannica". Ritenendo che fosse necessario educare le donne in linea con i valori del confucianesimo affinché potessero essere consigliere valide dei propri mariti, nel 1475 scrisse una delle prime opere femminili della letteratura coreana, il Naehun, un manuale in cui raccolse passaggi tratti da testi cinesi tra cui Apprendimento elementare, Lienü zhuan (Vite di donne), Nüjiao (Lezioni per donne) e Mingxin baojian (Specchio della sagacia). L'interpretazione dei testi classici che fornì nel libro pose le basi per i discorsi sulle differenze e le aspettative di genere nel Joseon, in particolare grazie alle preoccupazioni che sollevò sulla filosofia determinata dal genere del confucianesimo. Il Naehun divenne un testo popolare ed ebbe molteplici ristampe fino al XVIII secolo.

### Ultimi anni e morte
Sohye non aveva un buon rapporto con la seconda moglie di suo figlio Seongjong, la dama Yun, che aveva idee, carattere e background completamente opposti ai suoi, oltre a un temperamento geloso e aggressivo: fu perciò tra i sostenitori della sua deposizione e condanna a morte nel 1469. Quando, dopo essere salito al trono nel 1495, suo nipote Yeonsangun scoprì cosa fosse successo alla madre, uccise due concubine del padre e i loro figli per vendetta davanti a Sohye, la quale dopo il fatto si ammalò gravemente, tanto da essere costretta a restare a letto. Un giorno, durante una visita al suo capezzale, Yeonsangun si arrabbiò con lei e la colpì alla testa. Sohye morì poco dopo, nella sala Gyeongchunjeon del Changgyeonggung. I suoi resti sono sepolti nella tomba reale Gyeongneung a Goyang insieme a quelli del marito.

## Ascendenza
|                 |               |               | Genitori |  |  | Nonni           |  |  | Bisnonni   |  |
|                 |               |               |          |  |  | Han Yeong-jeong |  |  | Han Nyeong |  |
|                 |               |               |          |  |  | Han Yeong-jeong |  |  | Han Nyeong |  |
|                 |               | …             |          |  |  | Han Yeong-jeong |  |  |            |  |
| Han Hwak        |               |               |          |  |  | Han Yeong-jeong |  |  |            |  |
|                 |               | Signora Kim   | …        |  |  |                 |  |  |            |  |
|                 |               | Signora Kim   | …        |  |  |                 |  |  |            |  |
|                 |               | Signora Kim   | …        |  |  |                 |  |  |            |  |
| Sohye di Joseon |               | Signora Kim   |          |  |  |                 |  |  |            |  |
|                 | Hong Yeo-bang | …             |          |  |  |                 |  |  |            |  |
|                 | Hong Yeo-bang | …             |          |  |  |                 |  |  |            |  |
|                 | Hong Yeo-bang | …             |          |  |  |                 |  |  |            |  |
| Signora Hong    | Hong Yeo-bang |               |          |  |  |                 |  |  |            |  |
|                 |               | Signora Jeong | …        |  |  |                 |  |  |            |  |
|                 |               | Signora Jeong | …        |  |  |                 |  |  |            |  |
|                 |               | Signora Jeong | …        |  |  |                 |  |  |            |  |
|                 |               | Signora Jeong |          |  |  |                 |  |  |            |  |

## Discendenza
Sohye e il principe Uigyeong ebbero tre figli:
- Jeong, il gran principe Wolsan (1454-1488)
- Gyeong-geun, la principessa Myeongsuk (1455-1482)
- Hyeol, il re Seongjong (1457-1494)

## Annotazioni
1. 1 2 3 4  Secondo il calendario lunare.